# St Ive
Pour les articles homonymes, voir St Ives.
St Ive est un village des Cornouailles, en Angleterre. Le village fait partie de la paroisse civile de St Ive and Pensilva.